# Valter Jung

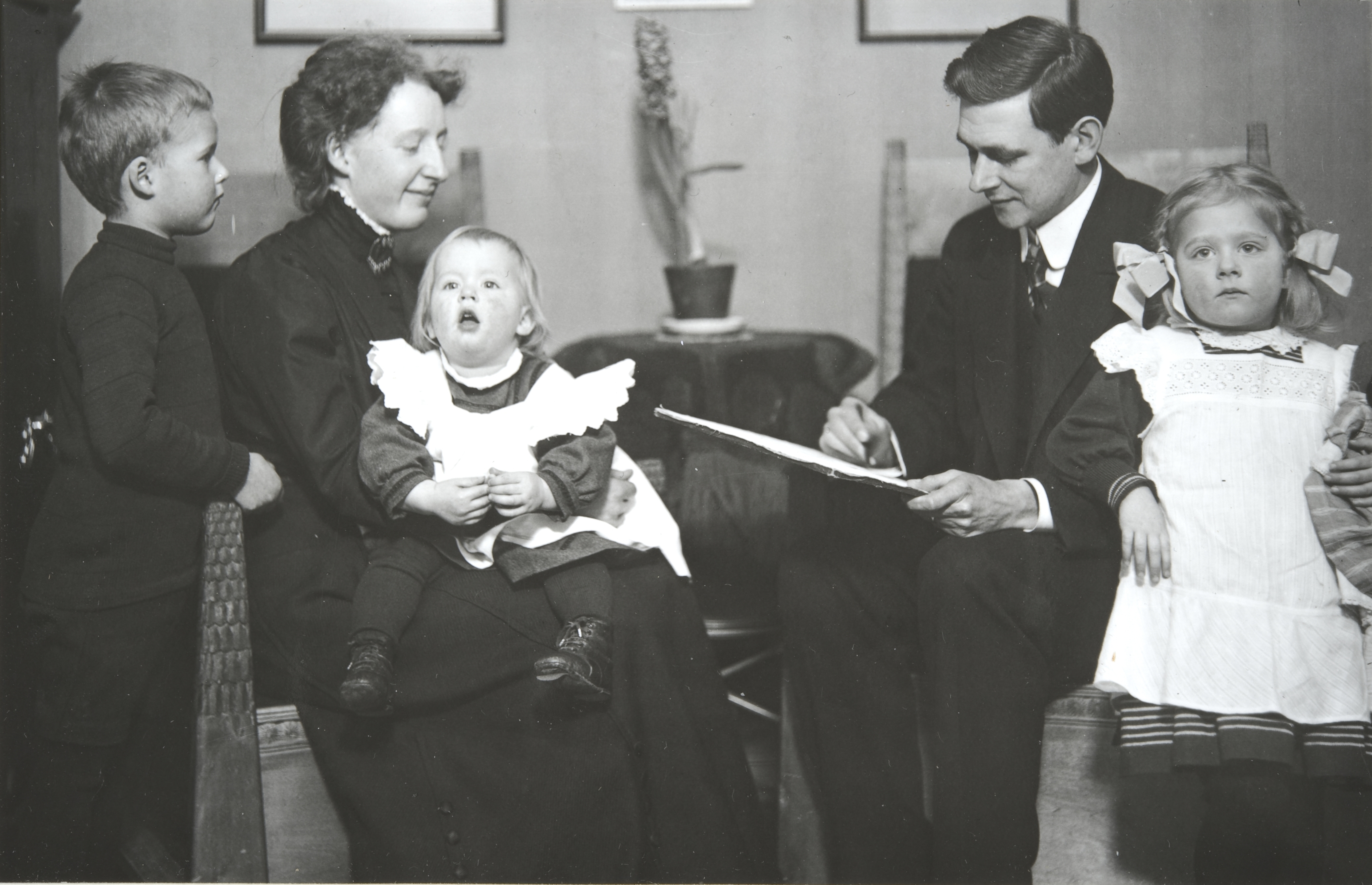
Valter Jung och hans familj 1910.

Valter Gabriel Jung, född 27 november 1879 i Vasa, död 10 februari 1946 i Helsingfors, var en finländsk arkitekt. Han var bror till Bertel Jung.
Valter Jung var son till försäkringstjänstemannen Axel Gabriel Jung och Sofia Augusta Brunberg. Han utexaminerades som arkitekt från Polytekniska institutet i Helsingfors 1902, företog därefter studieresor i utlandet och var lärare vid Centralskolan för konstflit i Helsingfors 1904–10. Han var praktiserande arkitekt och konsthantverkare och utförde flera inredningsarbeten samt ritningar till byggnader i Helsingfors, som Teater Maxim (1911), Utskänkningsbolagets hus (1914), de lutherska församlingarnas hus (1915), Svenska gården (1924), Åbo sparbanks hus (1910), manbyggnader på Vastmäki och Mustila egendomar (1920), projekt till ombyggnad av Åbo Akademis byggnadskomplex (1920) och fabriksbyggnad till Littois klädesfabrik (1924).
Han är begravd på Sandudds begravningsplats i Helsingfors.

## Bildgalleri

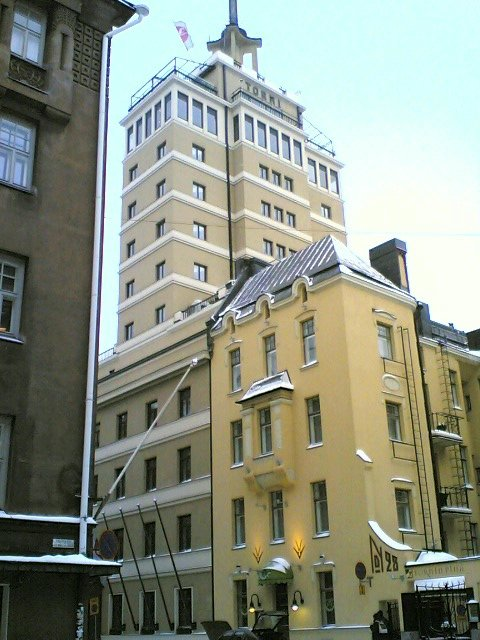
Hotell Torni, Helsingfors, 1931 (tillsammans med Bertel Jung).
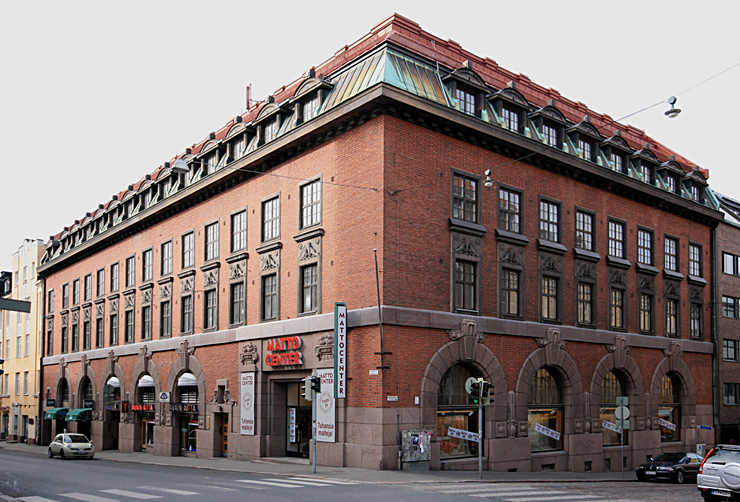
Fredriksgatan 34 i Helsingfors, 1914 (tillsammans med Emil Fabritius).
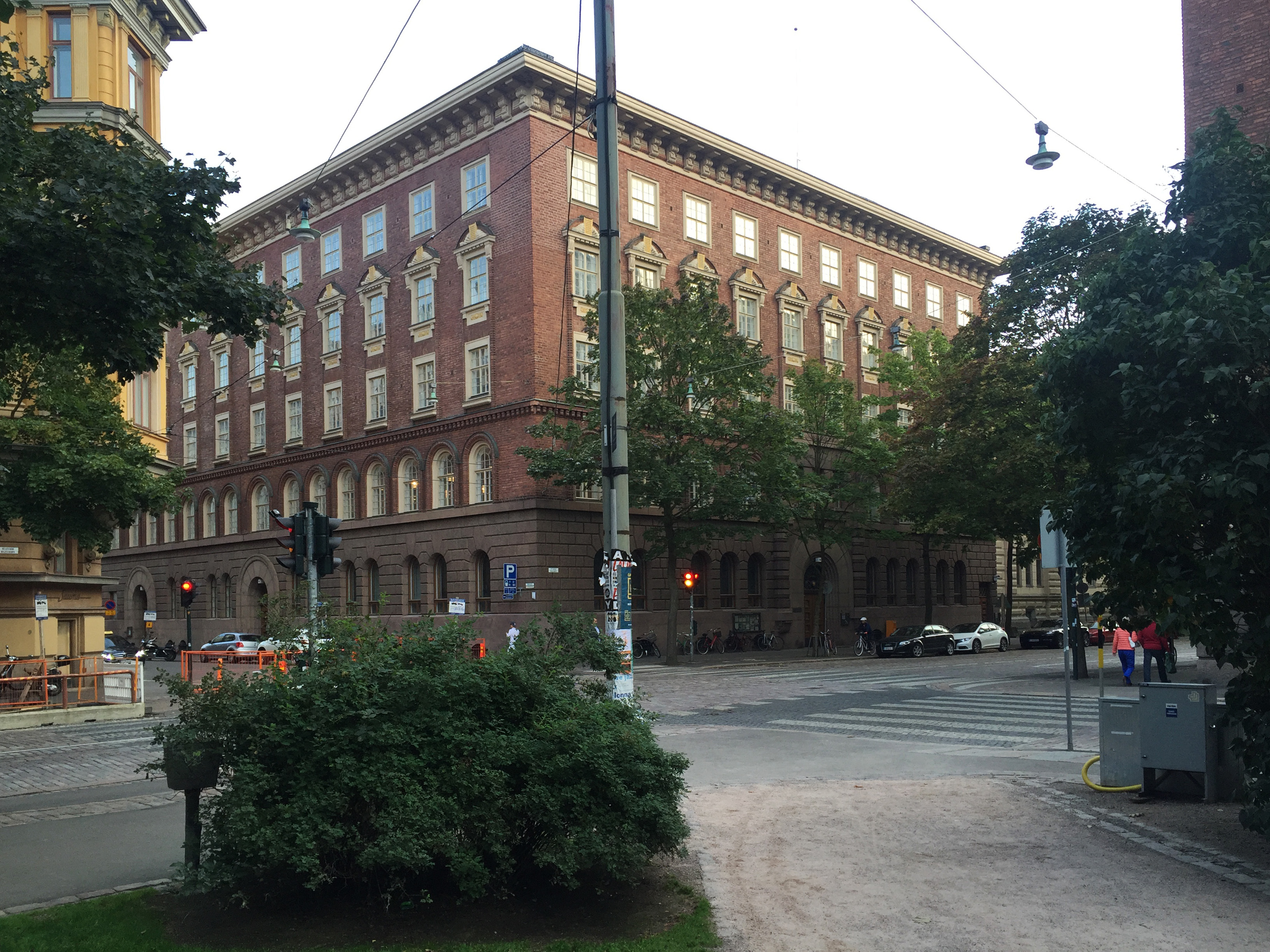
Lutherska församlingarnas hus, Helsingfors.
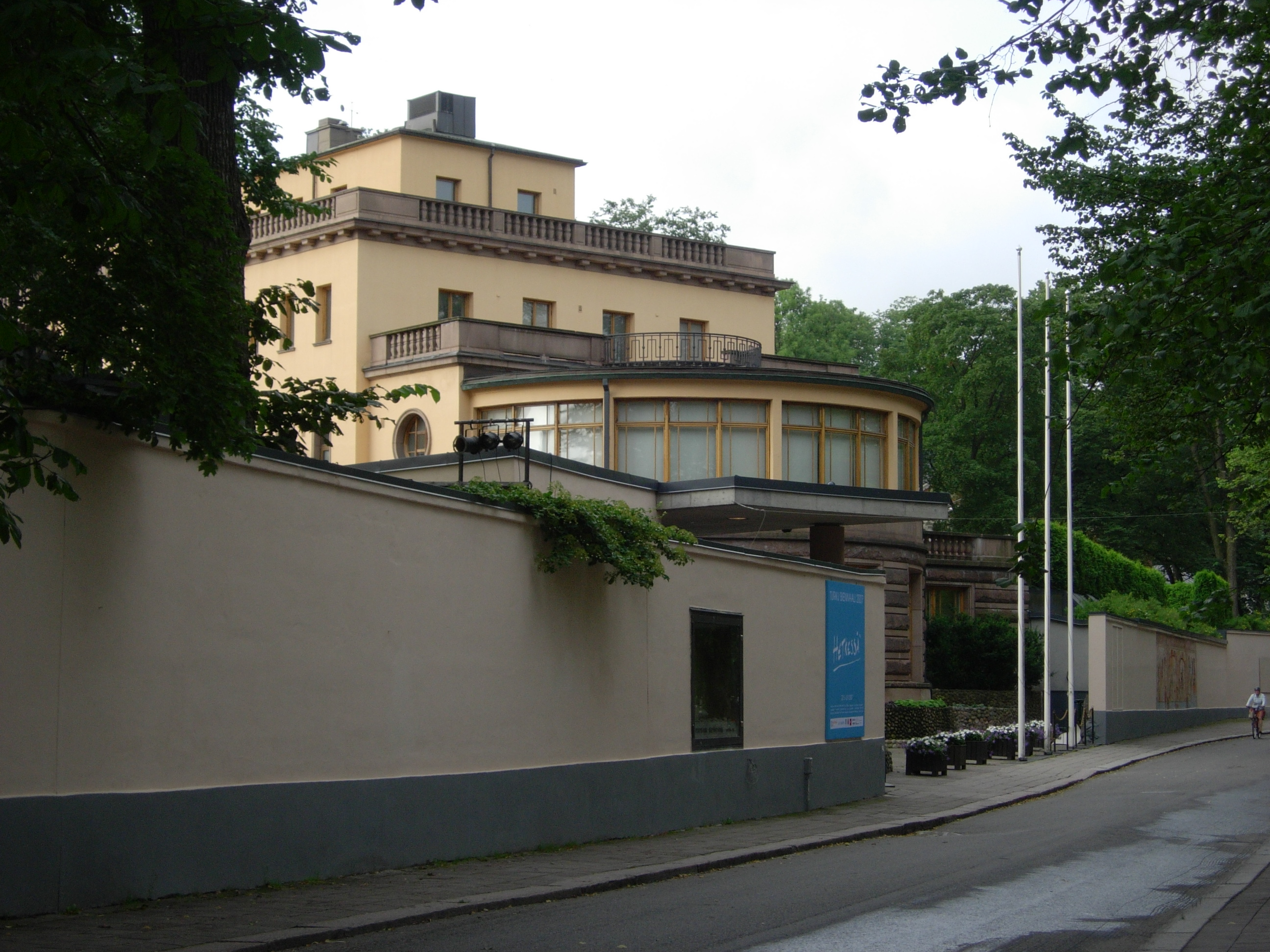
Rettigska palatset, Åbo.
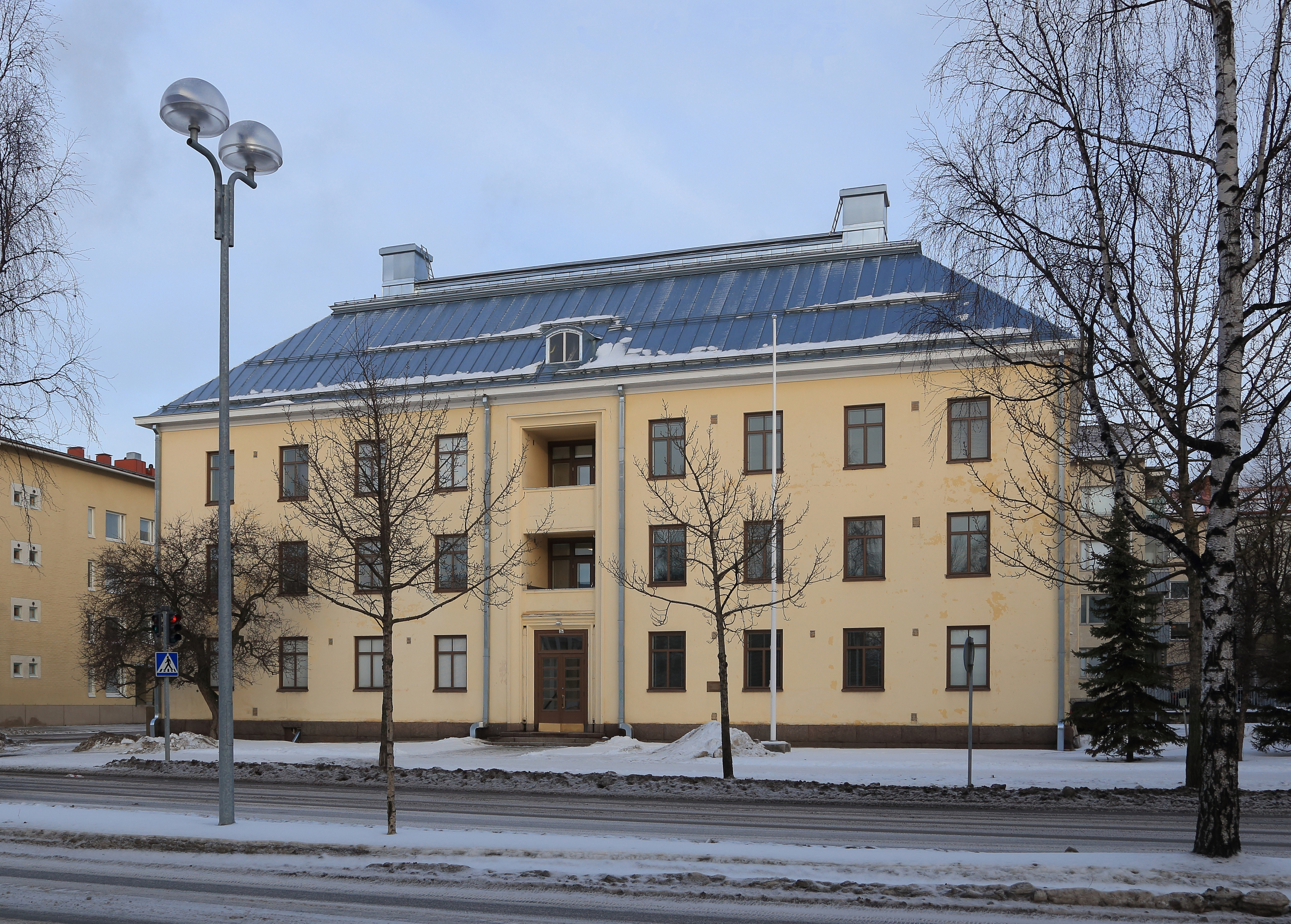
Privatsjukhus, Uleåborg (tillsammans med Bertel Jung).